# César a la millor pel·lícula francòfona
El César a la millor pel·lícula francòfona és un premi cinematogràfic francès que va atorgar l'Académie des arts et techniques du cinéma entre els anys 1984 i 1986, ambdós inclosos. Aquest premi es concedia a una pel·lícula rodada en francès, però la producció de la qual no fos francesa.

## Palmarès
- Font: Pàgina oficial del premi

### Millor pel·lícula francòfona
| Any                   | Títol original     | Títol en català       | Director     | Pais |
| --------------------- | ------------------ | --------------------- | ------------ | ---- |
| 1984                  |                    |                       |              |      |
| Dans la ville blanche | A la ciutat blanca | Alain Tanner          | Suïssa       |      |
| L'allégement          | -                  | Marcel Schüpbach      | Suïssa       |      |
| Benvenuta             | Benvenuta          | André Delvaux         | Bèlgica      |      |
| Bonheur d'occasion    | -                  | Claude Fournier       | Canadà       |      |
| Le lit                | -                  | Marion Hänsel         | Bèlgica      |      |
| Rien qu'un jeu        | -                  | Brigitte Sauriol      | Canadà       |      |
| 1985                  |                    |                       |              |      |
| Wênd Kûuni            | -                  | Gaston Kaboré         | Burkina Faso |      |
| 1986                  |                    |                       |              |      |
| La déborance          | -                  | Francis Reusser       | Suïssa       |      |
| La dame en couleur    | -                  | Claude Jutra          | Canadà       |      |
| Dust                  | Pols (pel·lícula)  | Marion Hänsel         | Bèlgica      |      |
| Je vous salue Marie   | Et saludo, Maria   | Jean-Luc Godard       | Suïssa       |      |
| Visage pâle           | -                  | Claude Gagnon         | Canadà       |      |
| Vivement ce soir      | -                  | Patrick van Antwerpen | Bèlgica      |      |